# Dariusz Goździak
Dariusz Goździak (Sulęcin, 6 dicembre 1962) è un ex pentatleta polacco.

## Palmarès
In carriera ha conseguito i seguenti risultati:
- Giochi olimpici:

Barcellona 1992: oro nel pentathlon moderno a squadre.
- Mondiali:

Lahti 1990: bronzo nel pentathlon moderno a squadre.
San Antonio 1991: argento nel pentathlon moderno a squadre e staffetta a squadre.